# 小山玲奈
小山玲奈（日语：／ Reina Koyama，1994年9月15日—），日本女寫真偶像，出生於茨城縣。

## 生平
小山玲奈1994年9月15日生於茨城縣，出道後居住於東京都。家中有一兄一妹。隸屬於新生辦事處（リボーン事務所）。2014年以「大山光」（大山 ひかり）出道，2017年改名成「小山玲奈」。
中文檢定HSK3級。2018年7月與妹妹至台灣遊玩，能以中文與當地人交流。

## 作品

### DVD
大山光時期
- （2014年12月26日；）
- 《光的果實》（ひかりの実，2015年3月20日；竹書房）
- 《十日談》（デカメロン，2015年6月26日；）
- 《光的派》（ひかりパイ，2015年9月26日；）

小山玲奈時期
- （2017年6月23日；）
- 《麗娜色》（れいな色，2018年5月18日；竹書房）[5]
- 《戀愛中的天使》（恋する天使，2020年7月31日；）[1][6]
- 《十日談》（デカメロン，2021年10月29日；）

## 外部連結
- 官方网站
- 小山玲奈的X（前Twitter）
- 小山玲奈的Instagram帳戶